# Ксения (вилла)
Вилла «Ксения» — вилла начала XX века в стиле необарокко, в посёлке Симеиз в Крыму, расположенная по адресу ул. Советская, 64 б. Памятник градостроительства и архитектуры регионального значения.

## История

### Закладка усадьбы
Пай земли в Новом Симеизе, на которой стоит вилла «Ксения» был куплен 4 декабря 1904 года, Шеншин Иван Владимирович приобрел себе участок 1030 квадратных саженей. Вскоре он перепродал почти половину участка (400 квадратных саженей) землевладелице Варваре Андреевне Чуйкевич, которая и построила на этой территории виллу, что заняла почти всю эту область. Чуйкевич, в те времена, часто бывала и проживала в Москве, то имела возможность пригласить известных архитекторов, для проекта и строительства дома на побережье.
Идею архитектурного ансамбля и проект Николая Краснова пришлось воплощать Семёнову Якову Петровичу: и дорабатывал проект на местности, и строил его, и завершал работы по благоустройству. Следовательно, участок был застроен: двумя жилыми корпусами на 28 номеров с комнатой для обслуги, смотровой площадкой, магазинами, рестораном и залом для досуга.
В 1913 году хозяйка поместья решила отписать-продать его своей родственнице (через определённые семейные обстоятельства). Поэтому 16 ноября 1913 года Мария Соловова (вероятно, внебрачная дочь Чуйкевич, записанная в документах, как дочь сестры Варвары Андреевны Софьи и её мужа Бронислава Оттоновича Гротто-Слепиковского) стала новой хозяйкой виллы. Во времена 1-й мировой войны, и курорт начал приходить в упадок и новая владелица не имела времени обживать виллу, поэтому обустроила в нём отель и квартирное бюро.

### Советское время
После установления в Крыму Советской власти, 16 декабря 1920 года приказом председателя Революционного комитета Крыма были изъяты «из частного владения как разных ведомств, так и частных лиц все имения Южного берега Крыма в районе от Судака до Севастополя включительно» и передавались в ведение специально созданного Управления Южсовхоза. В здании виллы располагалась гостиница, затем вилла «Ксения» вошла в состав санатория «Красный маяк», корпусом которого оставалась до 1990-х годов, после чего была закрыта и пришла в запустение.

### Современность
Современная вилла «Ксения» — заброшенное всеми здание (на первом этаже ещё ютятся парикмахерская и магазинчики). Но эта запущенность принесла дополнительную загадочность зданию и ещё больше добавили ей специфической притягательности.. Репутацию «дома с привидениями», вероятно создает то, что в летний сезон, в «апартаментах» поселяются бездомные и путешественники, которые и являются теми реальными призраками (без документов, без средств на существование).
В 2006 году руководители города передали имение, вместе с соседней виллой «Мечта», в собственность киевской фирмы «Банк крови». Но обещания реставрации были аферой, которую совершили приближённые к Людмиле Кучме (жены бывшего президента Украины) алкогольные магнаты Николай Петренко и Людмила Русалина, а также бывшие руководители Министерства здравоохранения Украины. Аферисты не присоединились к реставрации виллы «Ксения». Реальный владелец — государство (в лице Фонда госимущества Украины) умышленно самоустранился, а здание ещё больше обветшало.
В 2018 году в рамках федеральной целевой программы были выделены средства в размере 107 миллионов рублей на реконструкцию, пришедших в упадок вилл "Ксения" и "Мечта". 4 декабря 2020 года власти Крыма продали виллы "Ксения" и "Мечта" в частные руки за  90 миллионов рублей.

## Описание здания
Архитектурный ансамбль этого «шотландского шале» в стиле северного модерна задумал царский дворцовый архитектор — Краснов Николай Петрович. Чтобы предоставить новых архитектурных ноток автор внес элементы неоготики и дворцовой классики готических времен. Высокие кровли, шпили, стрельчатые окна и серые фасадные стены словно в замках севера Европы, а рядом с ними: большие окна, открытые террасы, лоджии — классическая архитектура юга Европы
Трехэтажное здание виллы расположена в самом центре Симеиза, в начале проспекта Ленина — кипарисовой аллеи, со статуями римской мифологии.